# Ölwehr

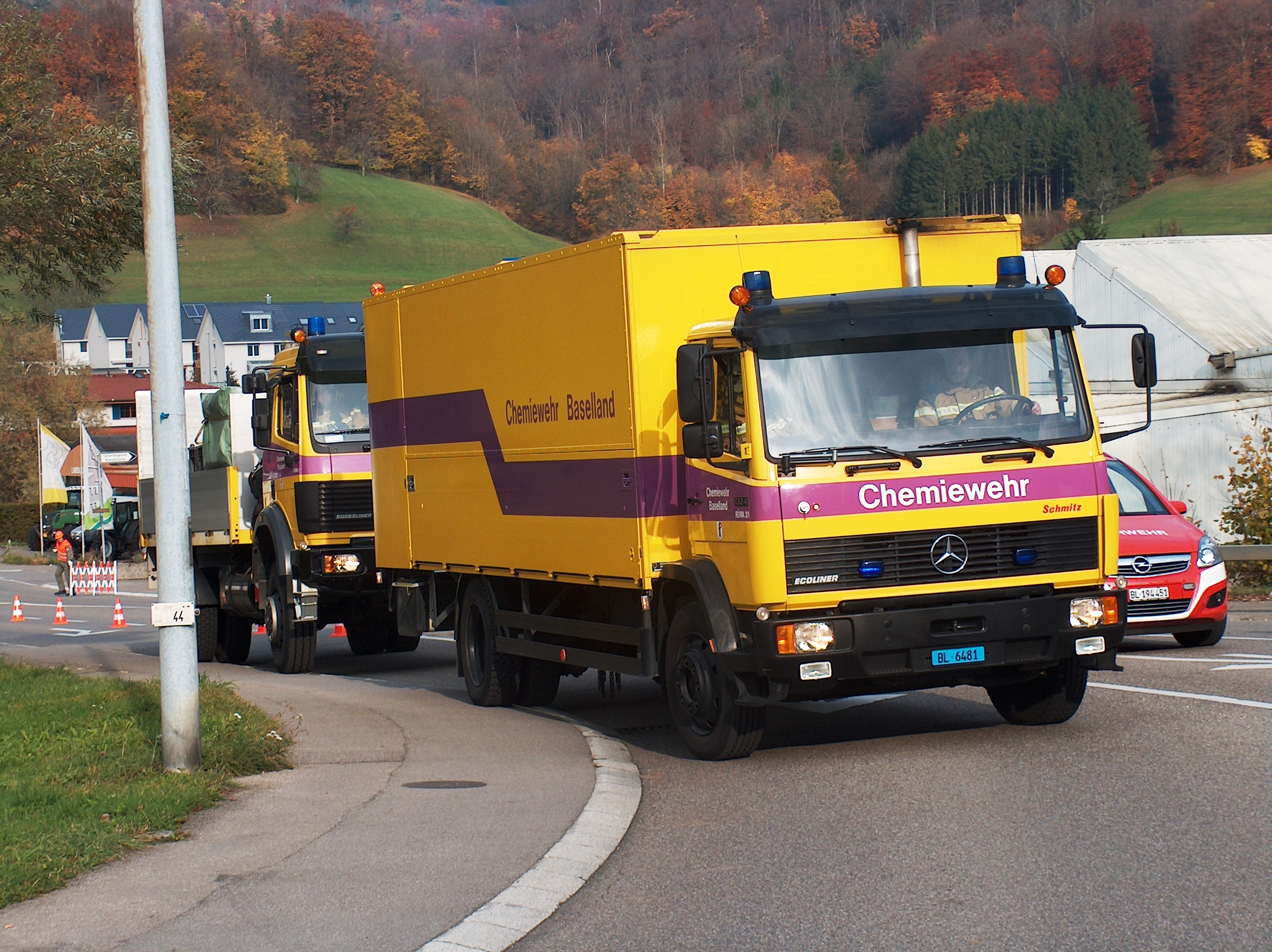
Einsatzzug der Chemiewehr Basel-Landschaft, im Vordergrund Rüstwagen, im Hintergrund Großgerätefahrzeug

Ölwehr (insbesondere von offiziellen Stellen auch Ölschadensbekämpfung genannt) ist ein Sammelbegriff für Einheiten der Feuerwehr und privaten Unternehmen, deren Aufgabengebiet die Bewältigung von Einsätzen mit gefährlichen Stoffen, insbesondere Mineralölprodukten zu Lande und auf dem Wasser ist.

## Organisation

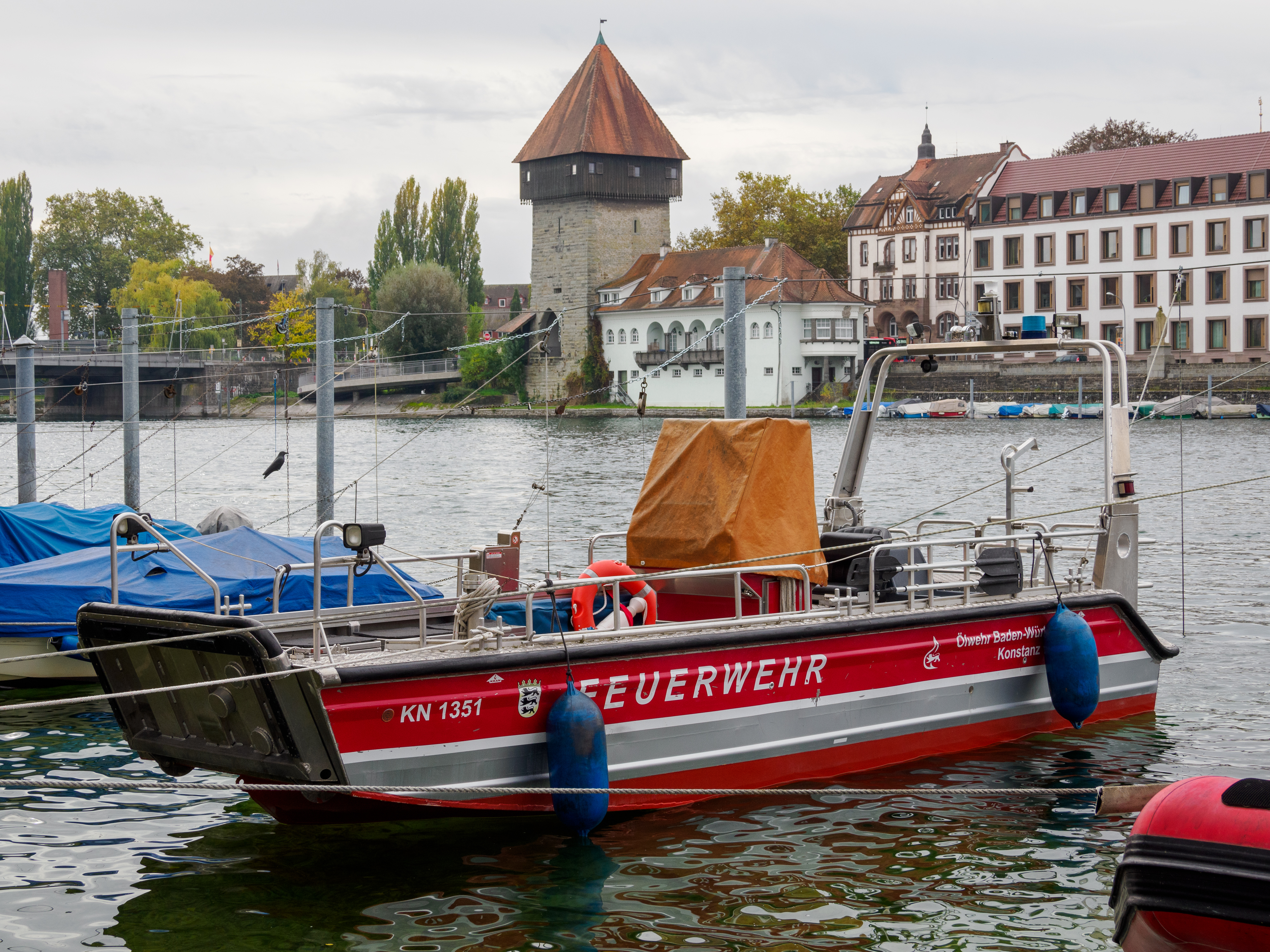
Ölwehrboot auf dem SeeRhein in Konstanz

Ölwehren können feuerwehrintern oder überörtlich, zum Beispiel auf Landkreisebene organisiert sein, wobei sie sich dann aus Einheiten verschiedener Feuerwehren zusammensetzen. Für den Bodensee gibt es eine länderübergreifende Ölwehr. Privatunternehmen werden im Auftrag der für die Ölwehr zuständigen „Unteren Wasserbehörden“ der Landkreise auf Anforderung tätig.
Zusätzlich zu den Kräften der örtlichen Gefahrenabwehr hält in Deutschland das Technische Hilfswerk 16 Fachgruppen Ölschadensbekämpfung vor. Sie sollen die Kräfte der Feuerwehr bei Großschadenslagen mit Mineralölen durch spezielle Separationstechnik, Auffangbehälter und Reinigungsgerät unterstützen.

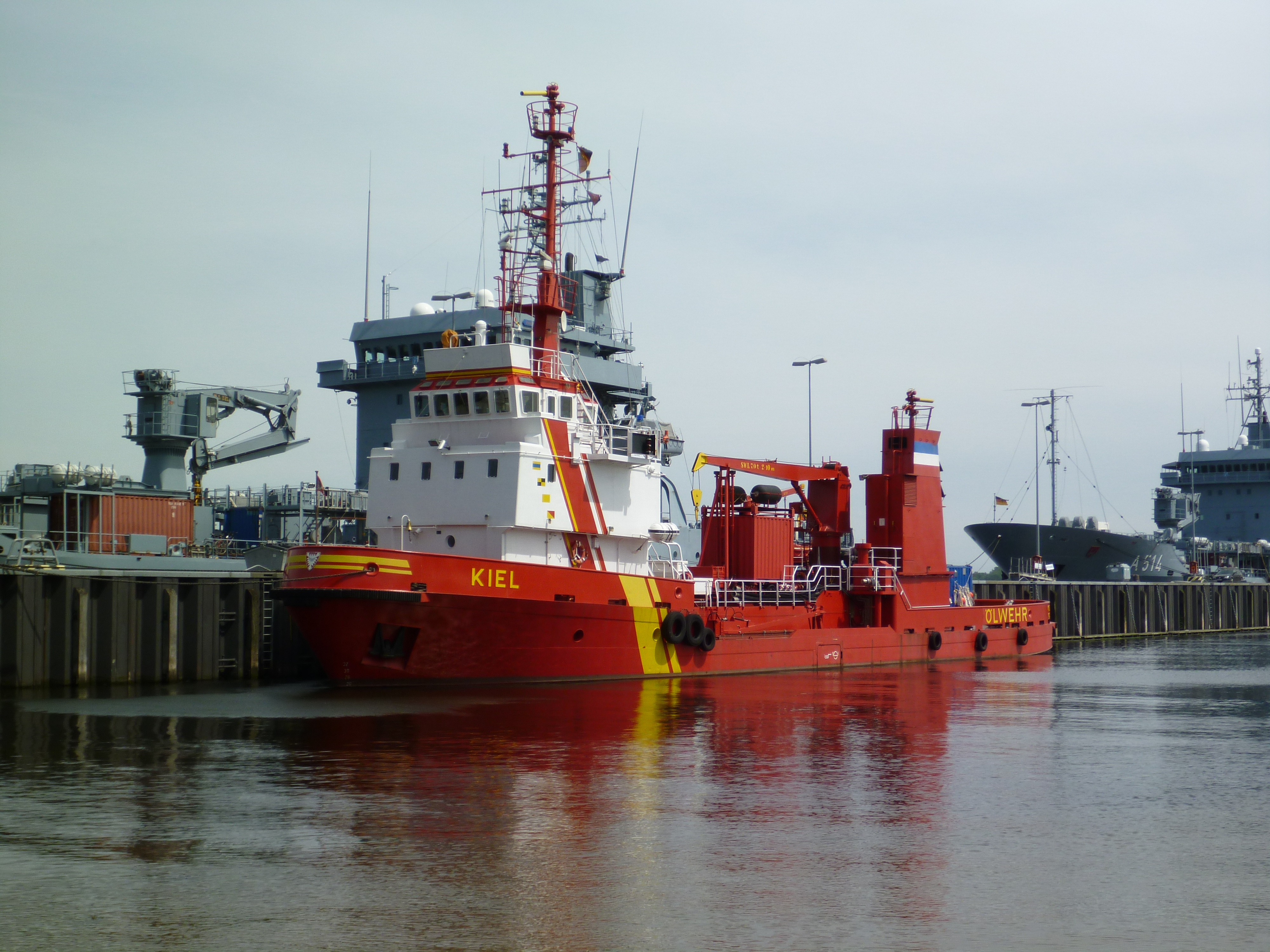
Ölbekämpfungsschiff Kiel

Insbesondere im Küstenbereich wird die Ölschadensbekämpfung vom Havariekommando in Cuxhaven (ehemals Sonderstelle der Länder für Meeresverschmutzung (SLM)) koordiniert. Die hierfür speziell vorgehaltene Ausstattung zur Ölbekämpfung, insbesondere die Ersteinsatzcontainer, Dickstoffpumpen, Hochseeskimmer, Ölbekämpfungsschiffe, u. a. sollen im Schadensfall im Bereich der Deutschen Hochsee von dort aus geleitet werden. Betreiber der Gerätschaften sind neben den Feuerwehren, das Technische Hilfswerk und die Bauhöfe der Ämter für Küstenschutz.

## Typische Ausrüstungsgegenstände der Ölwehr

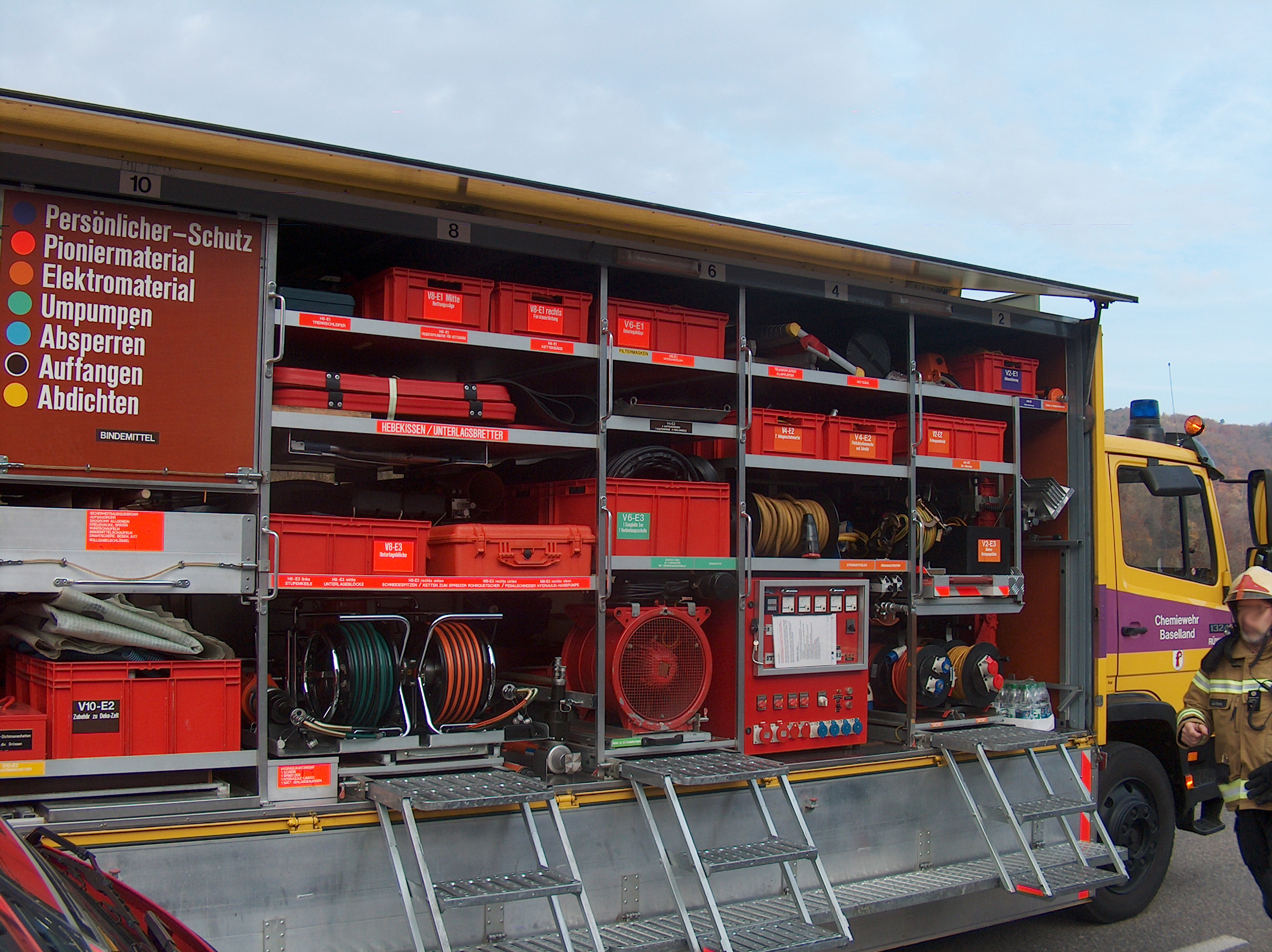
Detailansicht Rüstwagen der Chemiewehr Basel-Landschaft

Verbreitete Ausrüstungsgegenstände der Ölwehr sowohl für den Feuerwehr-Einsatz als auch für Privatunternehmen zu Lande und auf Gewässern sind beispielsweise der Ölschadensanhänger, ein Rüstwagen mit Zusatzbeladung Ölschaden oder der Gerätewagen Öl. Von Privatunternehmen werden zudem große Saugwagen eingesetzt.
Bei Einsätzen auf Gewässern kommen Ölsperren, Wringer, Skimmer, Ölseparatoren, Streugut und Vliese zum Einsatz. Diese Geräte und Materialien sind teils auf speziellen Anhängern oder Spezialschiffen verstaut.

## Häufige Einsatzlagen

### Land
- Ölspuren
- Verkehrsunfälle mit auslaufenden Mineralölen
- Unfälle und Brände von und mit Tanklastwagen
- Auslaufendes Mineralöl aus Behältern, Fahrzeugtanks, Kesselwagen usw.

### Wasser
- Ölschichten nach Unfällen in der Schifffahrt (siehe auch Ölpest)
- Schadenslagen bei Hochwasser